# 岐阜南自動車学校
岐阜南自動車学校（ぎふみなみじどうしゃがっこう）とは、岐阜県羽島郡笠松町にある、岐阜県公安委員会が公認する技能試験免除自動車教習所（指定自動車教習所）である。株式会社GMD（愛知県一宮市にあるサン・オート株式会社（自動車販売業）の関連会社）が運営する。

## 概要
- 1964年開校。
- 教習車はトヨタコンフォート。高速教習ではBMWX1を使用する。
- 講習として、高齢者講習、企業向運転講習、ペーパードライバー講習を行っている。

## 所在地
- 岐阜県羽島郡笠松町羽衣町35番地の2
  - 名鉄名古屋本線 笠松駅より徒歩5分。

周辺施設
- 笠松町立笠松小学校
- 岐阜市立茜部小学校
- 笠松町立笠松中学校
- 岐阜県立岐阜工業高等学校
- 笠松刑務所
- 笠松競馬場
- 名鉄名古屋本線 笠松駅・西笠松駅
- イオン柳津店
- 松波総合病院

## 取得可能自動車運転免許
- 第一種運転免許
  - 普通自動車（MT・AT）
  - 普通自動二輪車（MT・AT）
  - 大型自動二輪車（MT）

## スクールバス
- 岐阜西野町・茜部方面
  - JR岐阜駅東・ 柳ヶ瀬・岐阜市民会館・大縄場交差点・千手堂交差点・アピタ岐阜店・岐阜県赤十字血液センター方面
- 岐阜領下・梅林方面
  - 笠松駅・茶所バス停・スーパーバロー領下店・梅林郵便局・岐阜信用金庫本店・名鉄岐阜駅方面
- 岐阜県庁・西岐阜方面
  - 笠松病院・岐阜総合学園・岐阜県福祉農業会館・市岐商高・西岐阜駅・岐南工高・清本町1・六条南交差点・豊田学園・JA茜部方面
- 羽島長間・市役所方面
  - 田代・ 正木町交番・濃尾大橋口・羽島市役所前駅・NTT羽島ビル・三心羽島店・ローソン笠松北及店・松枝小学校方面
- JR新幹線羽島駅・間島方面
  - イオン柳津店・トミダヤ羽島店・岐阜羽島駅・岐阜県立看護大学・スノーヴァ羽島・足近4丁目方面